# Hiromi Taniguchi
Hiromi Taniguchi |谷口 浩美| (5 de abril de 1960) é um ex-fundista japonês, campeão mundial da maratona. Conquistou a medalha de ouro no Campeonato Mundial de Atletismo de 1991 em Tóquio em frente ao seu povo e é até hoje o único japonês a conquistar um ouro na maratona em torneios globais. Durante sua carreira ele também venceu a Maratona de Londres e a Maratona de Roterdã.